# Zakerana greenii
Espèce
Synonymes
- Rana greenii Boulenger, 1905 "1904"
- Fejervarya greenii (Boulenger, 1905)

Statut de conservation UICN

 EN B1ab(iii)+2ab(iii) : En danger
Zakerana greenii est une espèce d'amphibiens de la famille des Dicroglossidae.

## Répartition
Cette espèce est endémique du Sri Lanka. Elle se rencontre entre 1 700 et 2 135 m d'altitude dans le massif Central.

## Description
Les mâles mesurent de 30 à 43 mm et les femelles de 32 à 50 mm. Cette espèce a face dorsale brune tachetée de points noirs et présente une ligne vertébrale claire. Ses membres sont rayés de manière plus ou moins régulière sur leur face externe et marbrés de sombre sur leur face interne.

## Étymologie
Cette espèce est nommée en l'honneur d'Edward Ernest Green (en) (1861–1949), mycologue et entomologiste anglais spécialiste des Coccidae, qui a collecté les premiers spécimens.

## Publication originale
- Boulenger, 1905 "1904" : Description of a frog from Ceylon, hitherto confounded with Rana limnocharis. Spolia Zeylanica, vol. 2, p. 73-74 (texte intégral).